# Soljanka (Babka)
Die Soljanka (russisch Солянка) ist ein 13 km langer Fluss in der Region Perm, im Süden Russlands. Sie ist ein rechter Nebenfluss der Babka, die wiederum ein Nebenfluss der Sylwa ist.